# Jacques François Sibot
Jacques François Sibot dit Sibaud, né le 25 mars 1753 à Offlanges (Jura) et mort le 4 octobre 1807 à Dunkerque, est un général français de la Révolution et de l’Empire.

## États de service
Il entre au service le 1er janvier 1774 dans la gendarmerie, mais est réformé dès le 26 août suivant. 
Le 7 août 1791, il reprend du service comme capitaine au 1er bataillon de volontaires du Jura, et le 6 octobre 1791, il passe lieutenant-colonel commandant ce même bataillon. De 1792 à 1795, il sert à l’armée du Rhin.
Il est promu général de brigade provisoire le 20 octobre 1793, nomination confirmée à titre définitif le 13 juin 1795. En juin 1794, il commande une brigade d’infanterie dans la 6e division du général Delmas, puis le 15 juillet suivant dans la 5e division du général Meynier à l’armée du Rhin. Il est mis en congé de réforme le 13 février 1797.
Rentré en activité le 9 septembre 1797 dans la 8e division militaire, il est replacé en position de réforme pour cause de maladie le 19 novembre 1798.
Le 22 février 1800, il réintègre le service actif comme commandant militaire du département du Liamone, et est admis à la retraite le 27 août 1804.
Il est rappelé le 19 octobre 1804 pour prendre le commandement de la place d'armes de Dunkerque, poste qu’il occupe jusqu’à sa mort.

## Sources
- (en) « Generals Who Served in the French Army during the Period 1789 - 1814: Eberle to Exelmans »
- Thierry Pouliquen, « Les généraux français et étrangers ayant servis [sic] dans la Grande Armée » (consulté le 28 janvier 2015)
- (pl) « Napoléon.org.pl »
- Charles Théodore Beauvais et Vincent Parisot, Victoires, conquêtes, revers et guerres civiles des Français, depuis les Gaulois jusqu’en 1792, tome 26, C.L.F Panckoucke, janvier 1822, 414 p. (lire en ligne), p. 194.